# Эльстра
Эльстра (нем. Elstra; серболужицкое наименование — Га́льштров в.-луж. Halštrow) — город в Германии, в земле Саксония. Подчинён административному округу Дрезден. Входит в состав района Баутцен. Население составляет 2704 человека (на 31 декабря 2020 года). Занимает площадь 32,65 км². Официальный код — 14 2 92 120.

## История
Впервые упоминается в 1248 году в латинском личном имени «Johannes de Elstrowe» (Йоганн из Эльстрова).
Исторические немецкие наименования:
- Johannes de Elstrowe, plebanus, 1248
- Heinricus de Elstrow, Elsterowe, 1303
- Elstraw, 1319
- Elstraw, 1414
- zcur Elster, 1476
- zcur Elster, 1522
- zcur Elstra, 1542

## Административное деление
Город подразделяется на 13 городских районов:
- Бодериц (Bódricy)
- Велька (Wjelkow)
- Вола (Walow)
- Гёдлау (Jědlow)
- Добриг (Dobrik)
- Киндиш (Kinč)
- Крипиц (Krěpjecy)
- Оссель (Wóslin)
- Притиц (Protecy)
- Раушвиц (Rušica)
- Ренсдорф (Hrańčik)
- Тальпенберг (Talpin)
- Эльстра (Halštrow)

## Население
Численность населения на 31 декабря 2020 года составляло 2704 жителей.
| 1834 | 1871 | 1890 | 1910 | 1925 | 1939 | 1946 | 1950 | 1964 | 1990 | 2010 | 2020 |
| ---- | ---- | ---- | ---- | ---- | ---- | ---- | ---- | ---- | ---- | ---- | ---- |
| 1046 | 1278 | 1458 | 1425 | 1468 | 1626 | 1889 | 2710 | 2492 | 3214 | 2903 | 2704 |

Крипиц является единственным населённым пунктом Эльстры, входящим в состав культурно-территориальной автономии «Лужицкая поселенческая область», на территории которой действуют законодательные акты земель Саксонии и Бранденбурга, содействующие сохранению лужицких языков и культуры лужичан. На территории Крипица официальным языком помимо немецкого, также является лужицкий.